# Asagiri
Asagiri (あさぎり町, Asagiri-chō) é uma cidade localizada no Distrito de Kuma, Província de Kumamoto, Japão.
Em abril de 2017, a cidade tem uma população estimada de 15,796. A área total é de 159.49 km².
Asagiri foi criada através da fusão de 5 de pequenas cidades e aldeias em 1 de abril de 2003. As incluía a cidade de Menda, e as aldeias de Ōkaharu, Ue, Sue e Fukada, todas do Distrito de Kuma. Soja, morangos, melões e tabaco também são produzidos aqui.
Asagiri está no Distrito de Kuma, região onde shōchū, um popular arroz alcoólico é produzido e consumido.
A aldeia de Sue (agora parte da Asagiri) foi o tema de um texto de 1939, Suye Mura, a Japanese Village ("Suye Mura, uma Aldeia Japonesa") por John Embree.
A palavra "asagiri" se traduz como "névoa da manhã".

## Geografia
O Mt. Shiragatake é designado como reserva natural.
- Montanhas: Shiragatake
- Rios: Rio Kuma

### Municípios adjacentes
- Prefeitura de Kumamoto:
  - Cidade de Nishiki
  - Cidade de Taragi
  - Aldeia de Sagara
- Prefeitura de Miyazaki
  - Cidade de Ebino

### Nomes de área
Os nomes entre parênteses () são os antigos nomes das aldeias, antes da fusão em 2003.
- Ue do Leste – Uehigashi (Uemura, Ueko)
- Ue do Norte – Uekita (Uemura, Ueotsu)
- Ue do Sul – Ueminami (Uemura, Uehei)
- Ue do Oeste – Uenishi (Uemura, Uetei)
- Minagoe (aldeia de Ue, Minagoe)
- Okaharu do Norte – Okaharukita (Okaharumura, Miyahara)
- Okaharu do Sul – Okaharuminami (Okaharumura, Okamoto)
- Sue (aldeia de Sue)
- Fukada do Norte – Fukadakita (Fukadamura)
- Fukada do Oeste (Fukadamura)
- Fukada do Leste (Fukadamura)
- Fukada do Sul (Fukadamura)
- Menda do Leste (Mendamachi-ko)
- Menda do Oeste (Mendamachi-otsu)

## História

### Desenvolvimento
- 1 de abril de 1889: As cidades e as aldeias tornaram-se áreas designadas.
  - Dentro do Distrito de Kuma: Aldeia de Ue, aldeia de Minagoe, aldeia de Menda, aldeia de Okaharu, aldeia de Sue, e aldeia de Fukada.
- 7 de dezembro de 1895: Minagoe aldeia foi incorporada na aldeia de Ue.
- 1 de abril de 1937: A aldeia de Menda tornou-se a cidade de Menda (Menda machi).
- 1 de abril de 2003: As aldeias do Distrito de Kuma de Ue, Okaharu, Sue, Fukada e a cidade de Menda se fundiram para criar a cidade de Asagiri. O nome foi escolhido por causa do nevoeiro que cobre o vale do outono até a primavera. (Asa - manhã, kiri/giri – nevoeiro)

## Governo

### Prefeitos
- Primeiro prefeito: Indou Takuichiro: 27 de abril de 2003 – abril 26, 2007
- Segundo prefeito: Aikou Kazunori: 27 de abril de 2007 – primeiro e segundo mandato

## Economia
Em 2004, a produção total da cidade foi de 430 bilhões de ienes.